# Женская сборная Нидерландов по хоккею на траве
Женская сборная Нидерландов по хоккею на траве — женская сборная по хоккею на траве, представляющая Нидерланды на международной арене. Управляющим органом сборной выступает Конфедерация хоккея Нидерландов.
Сборная является одной из сильнейших в мире, занимает первое место  в рейтинге Международной федерации хоккея на траве (FIH). Шесть раз выигрывала титул чемпионок мира, трижды была первой на Олимпийских играх, восемь раз являлась победительницей чемпионатов Европы.

## Результаты выступлений

### Мировая лига
- 2012/13 —
- 2014/15 — 5-е место
- 2016/17 —

### Чемпионат мира по индорхоккею
- 2003 —
- 2007 —
- 2011 —
- 2015 —

### Трофей чемпионов по хоккею на траве
- 1987 —
- 1989 — 5-е место
- 1991 —
- 1993 —
- 1995 — не квалифицировались
- 1997 —
- 1999 —
- 2000 —
- 2001 —
- 2002 —
- 2003 —
- 2004 —
- 2005 —
- 2006 —
- 2007 —
- 2008 —
- 2009 —
- 2010 —
- 2011 —
- 2012 —
- 2014 —
- 2016 —